# Als de rook is verdwenen...
Als de rook is verdwenen... is een tributealbum uit 1994, waarop diverse Nederlandse en Belgische artiesten nummers van Boudewijn de Groot vertolken. De reden voor dit eerbetoon was de vijftigste verjaardag van De Groot. De samensteller van het album is Jan Douwe Kroeske, die de artiesten benaderd heeft om mee te werken. De meeste nummers zijn gezongen in het Nederlands maar er zijn ook een Friestalig, een Franstalig en vier Engelstalige nummers opgenomen. Aan het eind van het album is een verborgen bonustrack opgenomen, een nieuw nummer van Boudewijn de Groot zelf, getiteld "Een wonderkind van 50".
Enkele nummers van dit album zijn later ook door de artiesten zelf uitgebracht op hun eigen albums (o.a. "Malle Babbe" door Rowwen Hèze) of werden live gespeeld op concerten (o.a. "Waterdrager" door The Scene) en het nummer Jimmy is door Tröckener Kecks als CD-single uitgebracht.

## Nummers

### Album
| Nr. | Titel | Uitvoerenden            | Duur |
| --- | --- | ----------------------- | ---- |
| 1.  | Waterdrager | The Scene               | 3:48 |
| 2.  | Wat de dei socht, haw ik socht (Friestalige uitvoering van "Wat geweest is, is geweest", afkomstig van Hoe sterk is de eenzame fietser) | The Serenes             | 4:43 |
| 3.  | J'aime pas ça chez toi (Franstalige uitvoering van "Beneden alle peil", afkomstig van Voor de overlevenden)                             | Arno                    | 3:33 |
| 4.  | Jimmy | Tröckener Kecks         | 3:47 |
| 5.  | Onder ons (Engelstalig gezongen) | Burma Shave             | 4:06 |
| 6.  | Captain Decker (oorspronkelijk ook Engelstalig nummer van The Tower)                                                                    | Shine & Simon Vinkenoog | 5:35 |
| 7.  | Wie kan me nog vertellen (B-kant van "Aeneas nu")                                                                                       | Sjako!                  | 5:32 |
| 8.  | Drown butterfly drown (Engelstalige versie van Verdronken vlinder)                                                                      | Bettie Serveert         | 3:47 |
| 9.  | Ik ben ik | Daryll-Ann              | 2:40 |
| 10. | Noordzee | Julia P. Hersheimer     | 3:11 |
| 11. | Malle Babbe | Rowwen Hèze             | 3:28 |
| 12. | Kinderballade | dEUS                    | 5:11 |
| 13. | Ballade van de vriendinnen voor één nacht (B-kant van "Picknick (single)")                                                              | Hallo Venray            | 5:29 |
| 14. | And again (Engelstalige versie van Telkens weer uit 1980)                                                                               | The Prodigal Sons       | 5:50 |
| 15. | De wilde jager (Afkomstig van Voor de overlevenden)                                                                                     | De Dijk                 | 5:38 |
| 16. | Een meisje van 16 | The Nits & Lies Schilp  | 8:45 |
| 17. | Een wonderkind van 50 (verborgen track als uitloop van track 16)                                                                        | Boudewijn de Groot      | 3:49 |